# Subgrup cíclic
Un subgrup d'un grup és cíclic si, considerat com a grup, és un grup cíclic. Qualsevol element d'un grup és generador d'un subgrup cíclic d'aquest grup. En particular, l'element neutre del grup genera el subgrup trivial.